# Thaumantis odana
Thaumantis odana är en fjärilsart som beskrevs av Jean Baptiste Godart 1824. Thaumantis odana ingår i släktet Thaumantis och familjen praktfjärilar. Inga underarter finns listade i Catalogue of Life.

## Bildgalleri

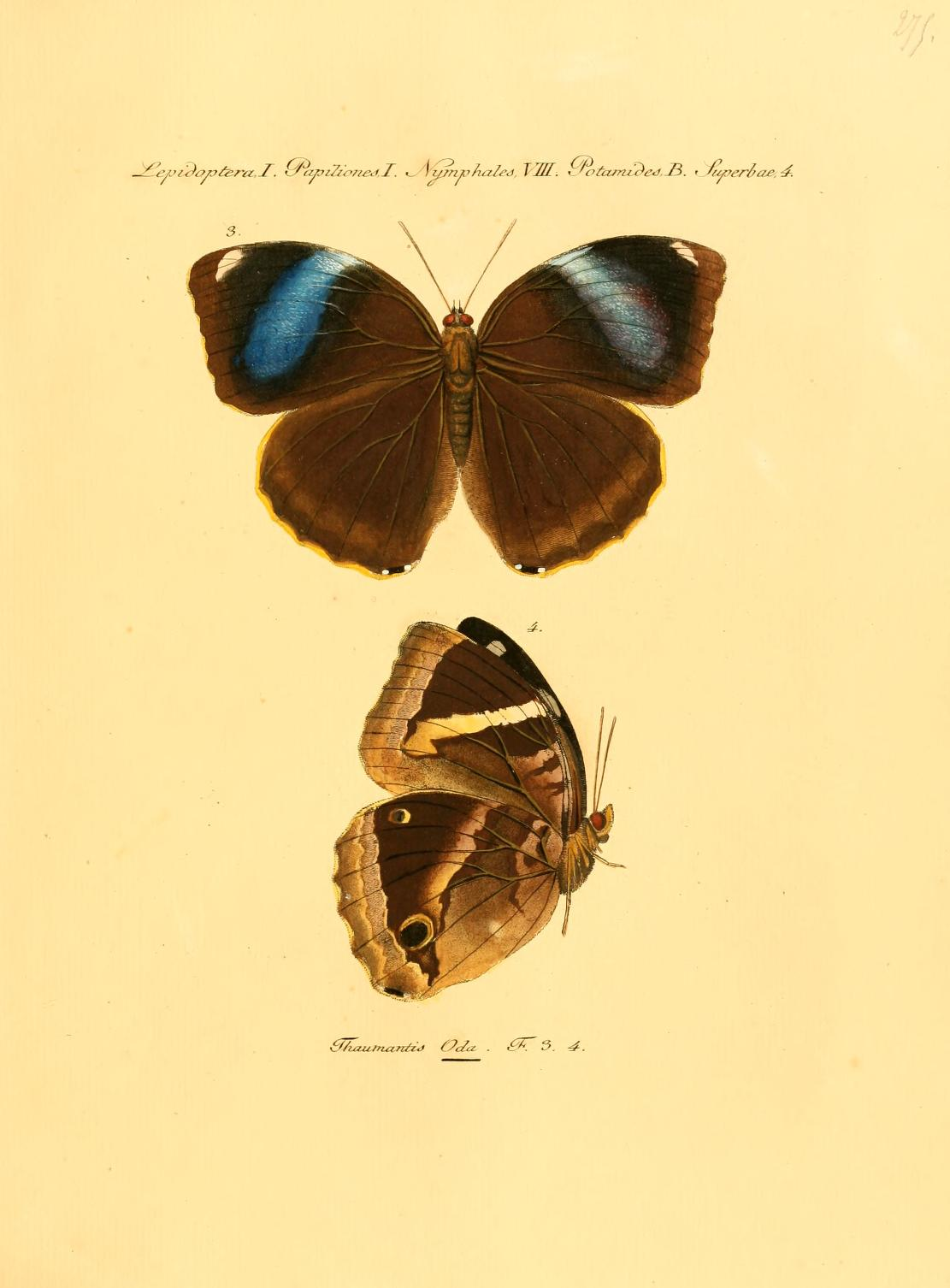